# Paralutra
Paralutra (il cui nome significa "simile alla lontra", in riferimento al genere Lutra) è un genere estinto di lontre vissute nel Miocene, circa 16,9-5,3 milioni di anni fa, in Francia, Ungheria e Italia. 
Al genere sono attualmente ascritte le seguenti specie: P. jaegeri, P. lorteti, P. transdanubica e P. garganensis, tutte perlopiù conosciute da resti frammentari.